# Daniel Kelly (atlet)
Daniel Joseph "Dan" Kelly (født 1. september 1883, død 9. april 1920) var en amerikansk atlet, som deltog i OL 1908 i London.

## Atletikkarriere
Kelly stillede op for University of Oregon og var en af de bedste længdespringere og sprintere i sin tid. I 1906 sprang han 7,37 m i længdespring, den blot tredje amerikaner over 24 feet (7,32 m),  og samme år tangerede han verdensrekorden i 100 yardsløb (9,6 sekunder) og 220 yards (21,2 sekunder). I 1907 vandt han det amerikanske universitetsmesterskab i længdespring.
Han var med til OL i London i 1908, hvor han stillede op i længdespring. I kvalifikationsrunden blev vandt han sit heat med 7,09 m, men hans landsmand Frank Irons sprang 7,44 m i et andet heat og var bedst i kvalifikationen. I finalen deltog udover de to amerikanere også canadieren Cal Bricker, der sprang 7,08 m i kvalifikationen. I finalen var Irons endnu bedre med 7,48 m, mens de to øvrige ikke forbedrede sig, så Irons vandt foran Kelly med Bricker på tredjepladsen.